# Clinodiplosis indorensis
Clinodiplosis indorensis är en tvåvingeart som beskrevs av Grover 1979. Clinodiplosis indorensis ingår i släktet Clinodiplosis och familjen gallmyggor. Inga underarter finns listade i Catalogue of Life.